# Fütyülőlúdformák

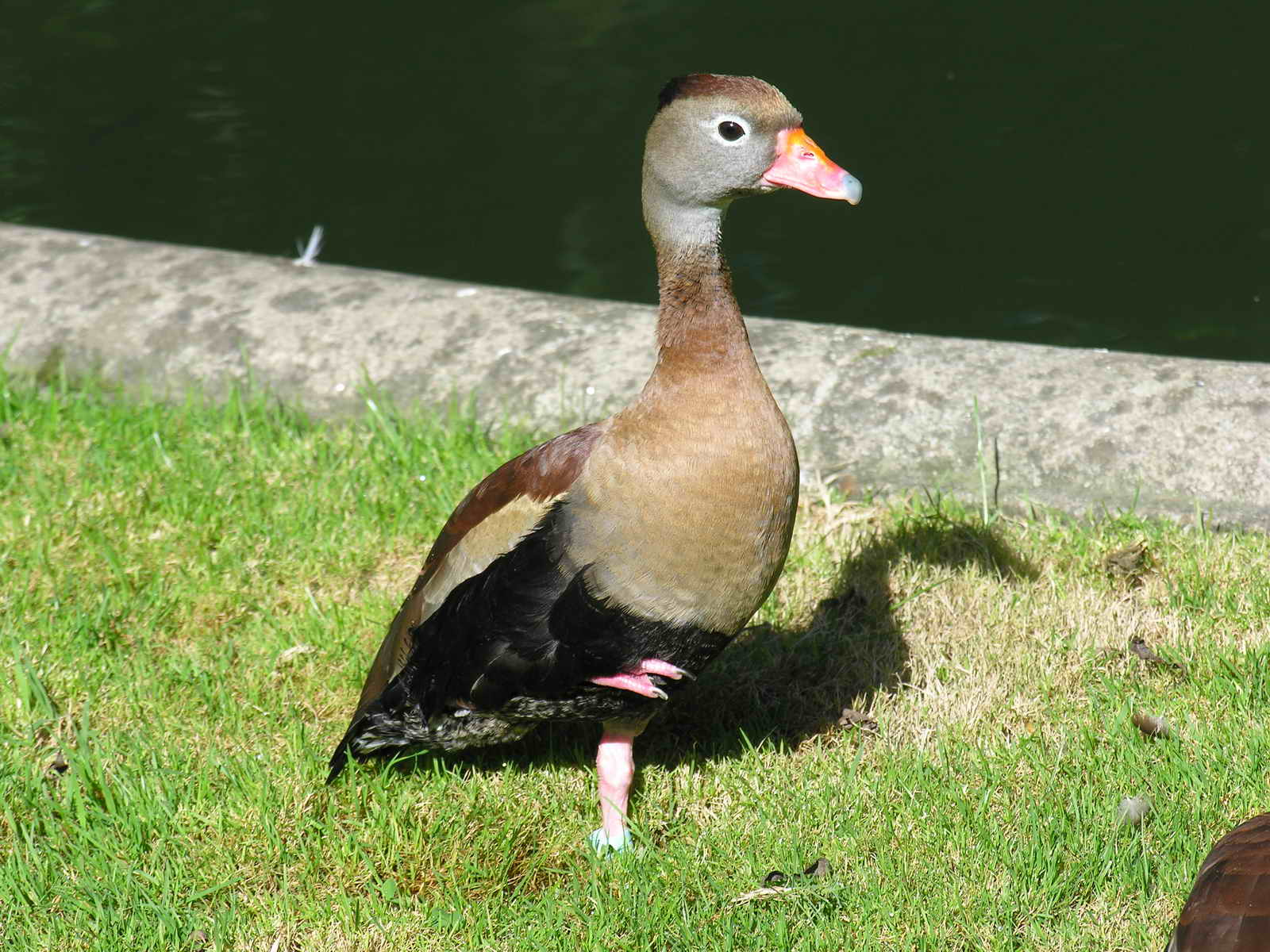
Piroscsőrű fütyülőlúd (Dendrocygna autumnalis)

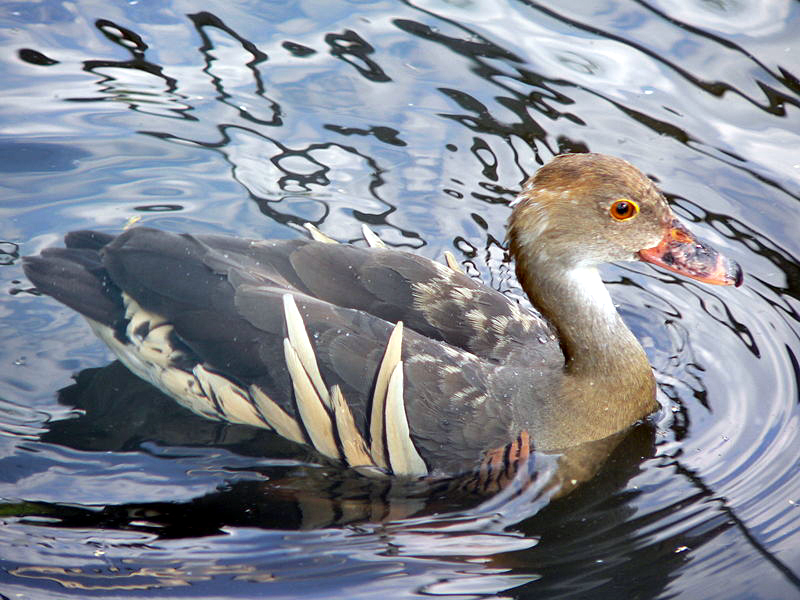
Sarlós fütyülőlúd (Dendrocygna eytoni)

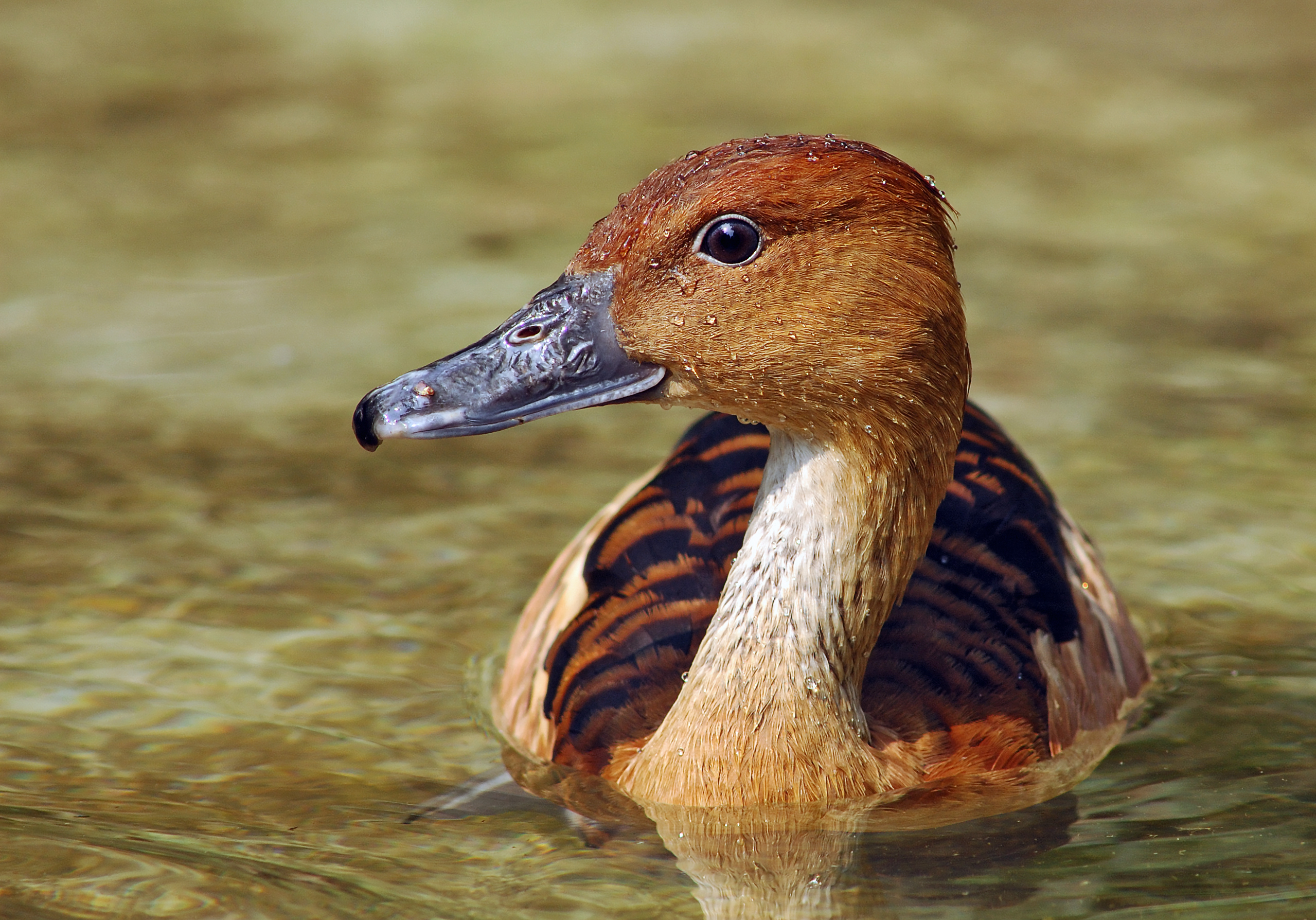
Sujtásos fütyülőlúd (Dendrocygna bicolor)

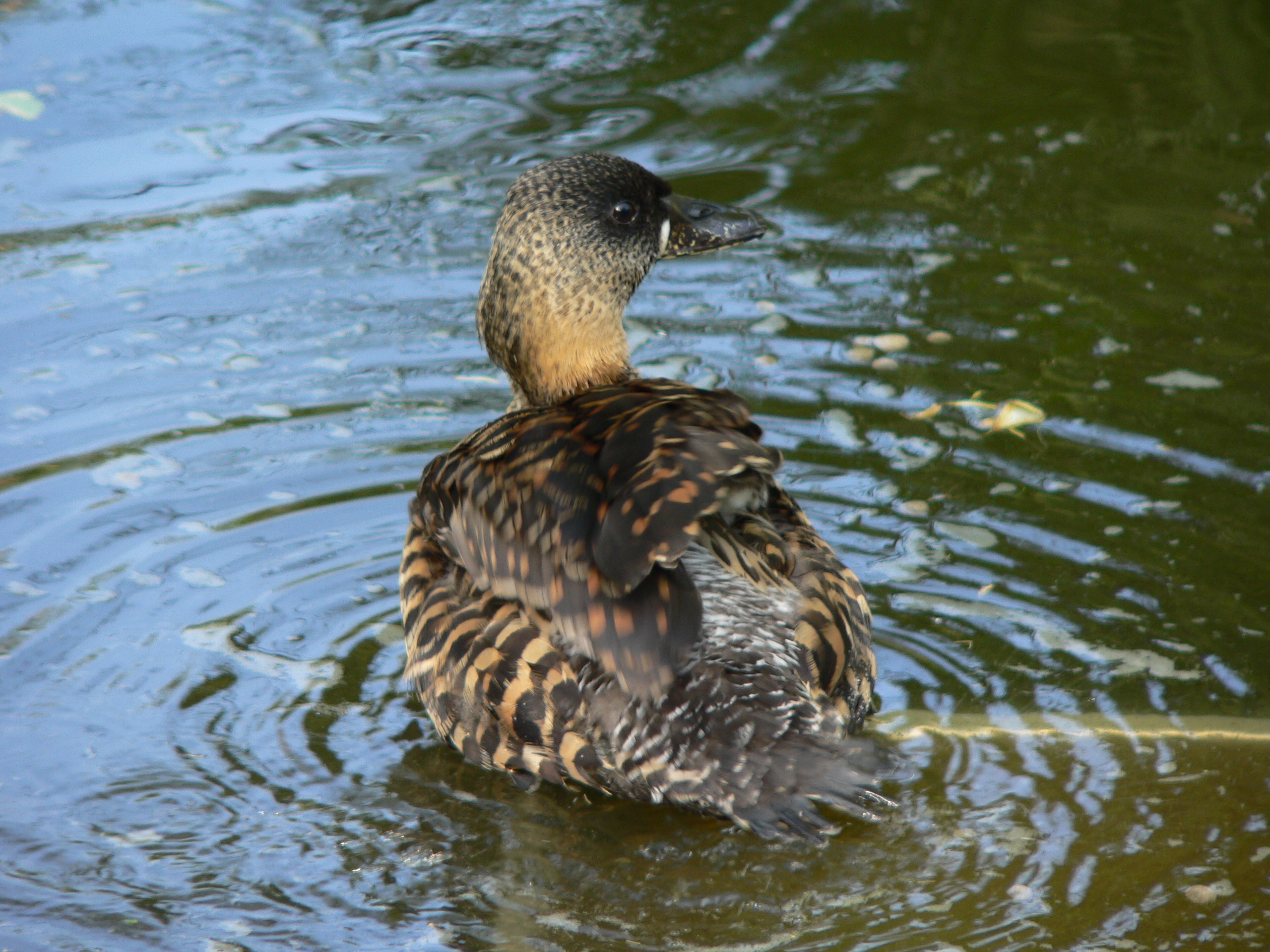
Vöcsökréce (Thalassornis leuconotus)

A fütyülőlúdformák (Dendrocygninae) a lúdalakúak (Anseriformes) rendjén belül a récefélék (Anatidae) családjának egyik jól elkülöníthető alcsaládját alkotják. 
Nevüket jellegzetes füttyentő hangjukról kapták, melyekkel az egyedek kommunikálnak egymással.
A Sibley–Ahlquist-féle madárrendszertan Dendrocygnidae néven leválasztja őket a récefélék közül és önálló családként sorolja be.

## Előfordulásuk
A trópusi és szubtrópusi régiókban nagy elterjedésűek. A legtöbb faj viszonylag kis területet foglal el, melyek ritkán fedik egymást.
A sujtásos fütyülőlúd (Dendrocygna bicolor) elterjedése viszont különös képet mutat: a faj megtalálható Amerikában, Kelet-Afrikában, Madagaszkáron és Dél-Ázsiában is, s ami még különös, ezen az óriási és szaggatott elterjedési területen alig található kimutatható különbség a fajon belül.

## Megjelenésük
Külső megjelenésük alapján, amely a récefélék családján belül meglehetősen primitív jellegeket mutat, jól megkülönböztethető madarak a lúdformák (Anserini) és a réceformák (Anatini) alcsaládjaiba sorolt fajoktól.
Általánosan jellemző rájuk, hogy kis termetű, hosszú lábú, felegyenesedett testtartású madarak.
Tipikus jellemzőik a hosszú nyak, melyet repülés közben messzire előrenyújtanak és a szintén eléggé megnyúlt lábak, melyeket viszont hosszan hátranyújtanak.
Jól gyalogolnak a szárazon és jól is úsznak.
Szárnyuk széles, repülésük inkább manőverező, mint gyors.
A tojó és hím színezete minden fajnál azonos, a tojók többnyire egy kicsivel nagyobbak.
Gyakori színük a barna, a szürke és homokszín.
A sujtásos fütyülőlúd és másik három faj lágyéktollai megnyúltak és díszítő tollakként funkcionálnak.
Pelyhes fiókáik feltűnő színezetűek, nem hasonlítanak egyetlen más réceféle fiókájához sem.
A különös sajátosságot egy halványsárga vagy fehér sáv adja, mely a szem alatt körülfut a fejen, mintegy alulról szegélyezve a fejtető sötét sapkáját.
Az Afrikában elterjedt vöcsökrécék (Thalassornithini) nemzetségébe egy faj tartozik: a vöcsökréce (Thalassornis leuconotus).
Mivel ez a faj a bukáshoz alkalmazkodott, ezért alakja eltér az igazi fütyülőludakétól.
Ezt a fajt korábban a réceformák (Anatinae) alcsaládján belül a halcsontfarkú récék (Oxyyurini) nemzetségébe sorolták, főleg alaktani bélyegek alapján.
Később kiderült, hogy csak a hasonló életmódhoz való alkalmazkodás miatt hasonlítanak egymásra.
Jelenleg a fütyülólúdformák közé sorolják, de ott önálló nemzetséget kapott. 
Egyes szisztematikusok nem értenek egyet a fajnak a fütyülőrécék közé sorolásával. Ők külön alcsaládba helyezik a réceféléken belül Thalassornithinae néven.

## Életmódjuk
A fütyülőludak javarészt növényevők, főleg vízinövényekkel és azok magvaival táplálkoznak.
Több fajuk is inkább éjszaka aktív és nappal pihennek vagy tollászkodnak.
Néhány fajuk szívesen tartózkodik pihenés közben a fákon. 
(Erre utal a latin Dendrocygna név is, ami falakó ludakat jelent.)
Költési időszakon kívül nagy csapatokban élnek, melyek állandó napi mozgásban vannak a táplálkozó és pihenőhelyek között.
Az egyedek egymással gyakran kommunikálnak magas tónusú fütyülő hangjukon.
A fütyülőludak a vízen és a szárazföldön is otthonosan és gyorsan mozognak. 
A vöcsökréce táplálékkeresés közben vagy ha veszélyben érzi magát a víz alá bukik.

## Szaporodásuk
A fütyülőludak egy életre választanak párt maguknak.
A kapcsolat a páron belül igen szoros, és kölcsönös tollászkodással gyakran meg is erősítik kötődésüket társuk iránt.
A párzást követően a fütyülőlúd-pár kölcsönös utótánccal kedveskedik egymásnak: mindkét egyed hasonló mozdulatokat végez, kiterjesztvén a másik felé eső szárnyát.
Fészküket faodvakba, üregekbe, bozótosba építik és pehelytollakkal bélelik ki.
A tojó 10-15 tojást rak le. Néha több tojó rakja le tojásait ugyanabba a fészekbe és szélsőséges esetekben a tojások száma elérheti a százat is.
A fiókák általában négy hétnyi kotlást követően bújnak ki a tojásokból és nyolc hét múlva már röpképesek is.

## Rendszerezésük
Az alcsaládba az alábbi 2 nem és 9 faja tartozik:
- vöcsökrécék (Thalassornis)
  - vöcsökréce (Thalassornis leuconotus)

- fütyülőludak (Dendrocygna)
  - apáca-fütyülőlúd (Dendrocygna viduata)
  - piroscsőrű fütyülőlúd (Dendrocygna autumnalis)
  - gyöngyös fütyülőlúd (Dendrocygna guttata)
  - pálmafütyülőlúd (Dendrocygna arborea)
  - sujtásos fütyülőlúd (Dendrocygna bicolor)
  - sarlós fütyülőlúd (Dendrocygna eytoni)
  - vándorfütyülőlúd (Dendrocygna arcuata)
  - bengáli fütyülőlúd (Dendrocygna javanica)

A fajok valódi rokonsági viszonyait jól szemlélteti a következő diagram (N.N. = név nélküli taxoncsoport):
```
fütyülőlúdformák 
(Dendrocygninae)

|--vöcsökréce 
(Thalassornis leuconotus)
 
(Thalassornithini)

|--fütyülőludak 
(Dendrocygnini)

   |--N.N.
   |  |--apáca-fütyülőlúd 
(D. viduata)

   |  |--piroscsőrű fütyülőlúd 
(D. autumnalis)

   |
   |--N.N.
      |--N.N.
      |  |--gyöngyös fütyülőlúd 
(D. guttata)

      |  |--pálmafütyülőlúd 
(D. arborea)

      |
      |--N.N.
         |--sujtásos fütyülőlúd 
(D. bicolor)

         |--sarlós fütyülőlúd 
(D. eytoni)

         |--N.N.
            |--vándor fütyülőlúd 
(D. arcuata)

            |--jávai fütyülőlúd 
(D. javanica)
```